# 5998 Сітенські
5998 Сітенські (5998 Sitenský) — астероїд головного поясу, відкритий 2 вересня 1986 року.
Тіссеранів параметр щодо Юпітера — 3,325.